# Dryoscopus pringlii
Cubla-de-pringle ou picanço-de-almofadinha-pequeno (Dryoscopus pringlii) é uma espécie de ave da família Malaconotidae.
Pode ser encontrada nos seguintes países: Etiópia, Quénia, Somália e Tanzânia.
Os seus habitats naturais são: savanas áridas.